# 1770
1770 (MDCCLXX) a fost un an obișnuit al calendarului gregorian, care a început într-o zi de duminică.

## Arte, știință, literatură și filozofie
- D'Holbach publică Système de la Nature, prin care susține ateismul și materialismul și atacă creștinismul.
- Scheele descoperă acidul tartric și că fosforul este o componentă de bază a oaselor.
- Lexell este primul care observă o cometă cu perioadă scurtă de revoluție.
- James Bruce⁠(d) descoperă lacul Tana în zona izvoarelor Nilului Albastru.[1]

## Nașteri
- 20 martie: Friedrich Hölderlin, poet german (d. 1843)
- 10 iunie: George Caley, botanist și explorator englez în Australia (d. 1829)
- 27 august: Georg Wilhelm Friedrich Hegel, filozof german (d. 1831)
- 22 noiembrie: Prințesa Caroline de Parma (d. 1804)
- 16 decembrie: Ludwig van Beethoven, compozitor german (d. 1827)

## Decese
- 27 martie: Giovanni Battista Tiepolo pictor italian (n. 1696)
- 30 mai: François Boucher pictor francez (n. 1703)
- 26 februarie: Giuseppe Tartini violonist și compozitor italian (n. 1692)
- 13 noiembrie: George Grenville  (n. 1712)
- 24 august: Thomas Chatterton  (n. 1752)
- 27 mai: Sofia Magdalena de Brandenburg-Kulmbach  (n. 1700)
- 5 decembrie: James Stirling (matematician) matematician britanic (n. 1692)
- 24 aprilie: Jean Antoine Nollet  (n. 1700)
- 23 ianuarie: Maria Tereza de Austria (1762–1770)  (n. 1762)
- 13 august: Ernest Frederic al II-lea, Duce de Saxa-Hildburghausen  (n. 1707)
- 9 septembrie: Bernhard Siegfried Albinus  (n. 1697)
- 12 februarie: Christopher Middleton  (n. 1690)
- 1 noiembrie: Gaspare Traversi pictor italian (n. 1722)
- 22 aprilie: Sigismund Stoica episcop romano-catolic (n. 1699)